# Jean-Baptiste Denys
Jean-Baptiste Denys (1643 – 3 d'octubre de 1704) fou un metge francès conegut per haver fet la primera transfusió de sang (una xenotransfusió) documentada en humans. Estudià a Montpeller i era el metge personal del rei Lluís XIV.
Denys va administrar la primera transfusió de sang completament documentada el 15 de juny de 1667. Va transferir unes dotze unces de sang d'ovella a un noi de 15 anys, que va sobreviure a la transfusió. Denys va fer una altra transfusió a un manobre, que també va sobreviure. En tots dos casos, la petita quantitat de sang que es va transferir va permetre que aguantessin la reacció al·lèrgica i sobrevisquessin. El tercer pacient de Denys fou el baró suec Gustaf Bonde. Va rebre dues tranfusions, i va morir després de la segona. L'hivern de 1667, Denys va administrar una transfusió de sang de vedella a Antoine Mauroy, però va morir en la tercera transfusió. La seva mort va comportar molta controvèrsia; la dona de Mauroy assegurava que Denys era el responsable de la mort del seu marit, i Denys va ser acusat d'homicidi. Va ser absolt, i es va acusar la dona de Mauroy de causar la seva mort. Després del judici, Denys va deixar de practicar. Més tard es va saber que Mauroy havia mort d'enverinament amb arsènic.
Els experiments de Dens amb sang animal van provocar molta controvèrsia a França, i el 1670 es va prohibir aquest procediment. No va ser fins al descobriment dels quatre grups sanguinis de Karl Landsteiner el 1902 que les transfusions de sang van esdevenir segures.